# Aeromobil
Das Aeromobil ist ein Flugauto aus der Slowakei.

## Geschichte
Das Aeromobil 2.0 wurde bereits im April 2007 auf der Luftfahrtmesse AERO in Friedrichshafen vorgestellt.
Die Version 2.5 wurde im September 2013 in einem kurzen Video fliegend gezeigt. In der Folge wurden in der Fachpresse kritische Fragen nach der aerodynamischen Stabilität aufgeworfen.
Die nach Aussage der Entwickler einem marktfähigen Produkt sehr nahe Version 3.0 wurde am 29. Oktober 2014 auf dem Pioneers-Festival in Wien gezeigt.
Am 8. Mai 2015 ist ein Prototyp des Aeromobil am Flughafen Nitra abgestürzt. Der Pilot Stefan Klein, Konstrukteur des Geräts, der hier sein Fluggerät seit Jahren testete, konnte sich mit dem Fallschirm retten. Er konnte sich von der Bruchlandestelle entfernen. Klein wurde mit dem Krankenwagen ins Krankenhaus gebracht, weil er über Rückenschmerzen klagte, aber später am Tag wieder entlassen. Unternehmenssprecher Stefan Vadocz zum Unfallhergang: „Der Pilot wurde in rund 300 m Höhe mit einem unerwarteten Problem konfrontiert und löste das Fallschirmsystem aus.“

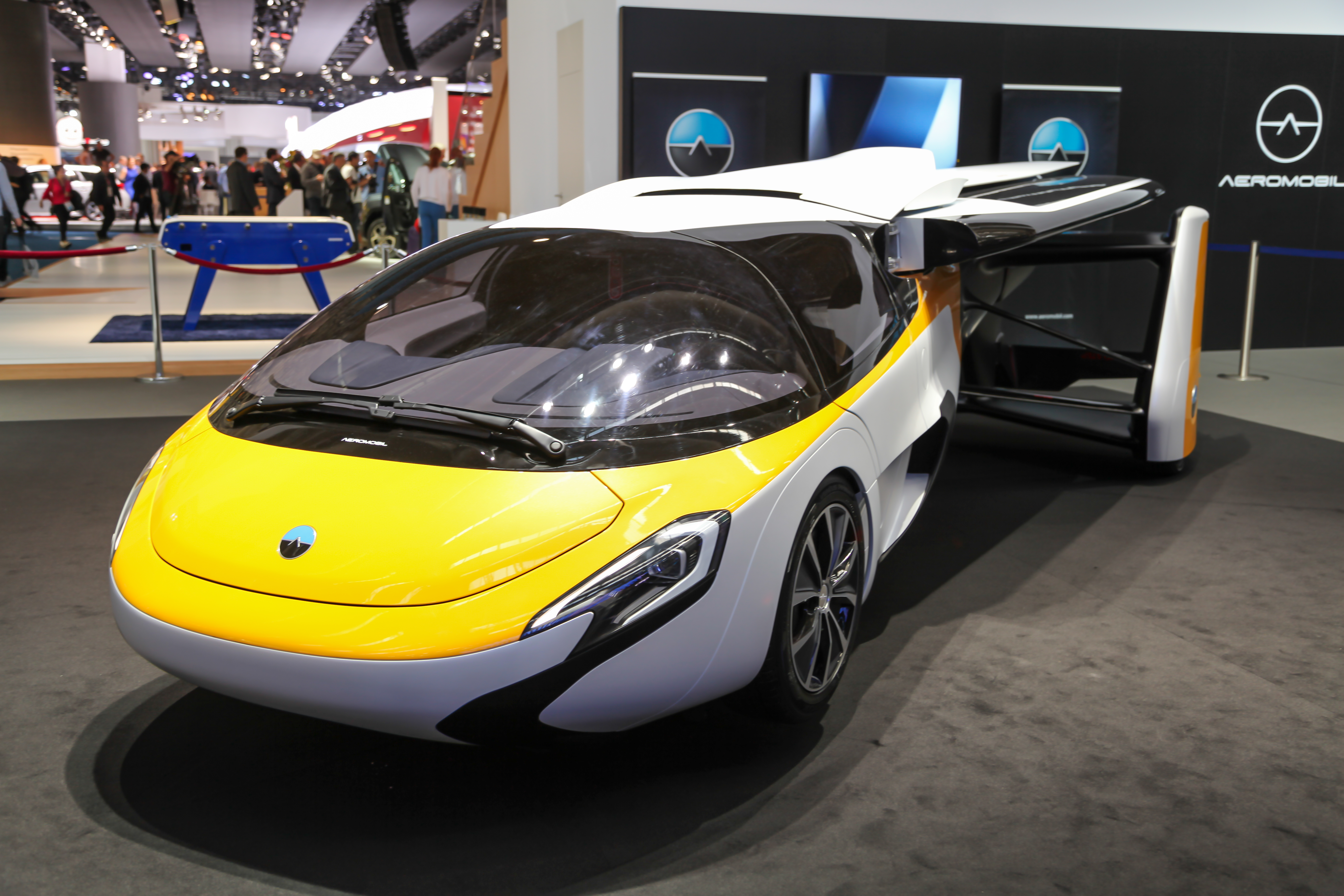
AeroMobil 4.0 auf der IAA 2017

## Technische Daten

### Aeromobil 2.5
| Kenngröße             | Daten Flugzeug | Daten Auto |
| --------------------- | -------------- | ---------- |
| Besatzung             | 2              | 2          |
| Länge                 | 6,0 m          | 6,0 m      |
| Spannweite / Breite   | 8,2 m          | 1,6 m      |
| Leermasse             | 450 kg         | 450 kg     |
| Höchstgeschwindigkeit | 200 km/h       | 160 km/h   |
| Reichweite            | 700 km         | 500 km     |
| Triebwerk             | Rotax 912      | Rotax 912  |